# Северный Андаман
Северный Андаман (англ. North Andaman Island) — крупный остров на севере архипелага Большой Андаман, Андаманских Островов, площадью в 1376 км². Население — 42 163 человека. Крупнейшее поселение на острове — город Диглипур.

## География
На острове находится высочайшая точка всего архипелага — Сэддл-Пик (738 метр).
Северный Андаман довольно часто испытывает большие землетрясения, и пострадал от цунами при землетрясении в Индийском океане в 2004 году.

## Экономика
Основной промышленностью на острове являются выращивание риса и апельсинов.